# فيريرا لويس ماريوس
فيريرا لويس ماريوس (بالبرتغالية: Ferreira Louis Marius‏) هو رسام برازيلي، ولد في 13 مارس 1953 في سانتوس، ساو باولو في البرازيل.